# Historia och klassmedvetande
Historia och klassmedvetande (tyska Geschichte und Klassenbewußtsein) är en bok av den tysk-ungerske filosofen och politikern Georg Lukács, utgiven 1923. Lukács tolkar Marx och marxismen utifrån Hegels totalitetskategori, ur vilken Marx fann inspiration att formulera sin politisk-ekonomiska holism. Boken berör även bland annat Rosa Luxemburgs marxistiska rötter, klassmedvetandet samt reifikationsbegreppet.

## Sammanfattning
En av de viktigaste idéerna i boken är begreppet klassmedvetande, som avser den medvetenhet och förståelse som människor av en viss samhällsklass har för sin egen klassposition. Lukács hävdar att klassmedvetenhet är avgörande och diskuterar också ideologins roll när det gäller att forma klassmedvetandet. Han hävdar att den borgerliga ideologins makt som tjänar till att dölja de sociala relationernas sanna natur och hindra folket från att förstå hur de utnyttjas genom sitt lönearbete. I stället presenterar ideologin en förvrängd bild av världen som tjänar den härskande klassens intressen.
Lukács hävdar att proletariatet, eller arbetarklassen, är den enda sociala klass som kan uppnå ett verkligt klassmedvetande, eftersom de inte har något annat att förlora än sina kedjor. Han hävdar också att bourgeoisin, alltså den härskande klassen, inte kan uppnå verkligt klassmedvetande eftersom de är ideologiskt betingade att försvara sina egna intressen och dölja exploateringen av arbetarklassen.
Lukács diskuterar också begreppet reifikation, som avser den process genom vilken sociala relationer objektifieras och framstår som saker snarare än som relationer mellan människor. Han hävdar att denna process är inneboende i det kapitalistiska samhället och döljer de sociala relationernas sanna natur och hindrar arbetarklassen från att uppnå klassmedvetenhet.